# Campeonato Asiático de Futsal 2005
El Campeonato Asiático de Futsal 2005 se llevó a cabo en Ho Chi Minh City, Vietnam del 22 de mayo al 4 de junio y contó con la participación de 24 selecciones mayores de Asia, 6 más que en la edición anterior.
Irán venció en la final a Japón para ganar su sétimo título de manera consecutiva.

## Fase de grupos

### Grupo A
| País         | G | E | P | GF | GC | Pts |
| ------------ | - | - | - | -- | -- | --- |
| Tailandia    | 2 | 1 | 0 | 49 | 3  | 7   |
| China        | 2 | 1 | 0 | 37 | 2  | 7   |
| Turkmenistán | 1 | 0 | 2 | 8  | 38 | 3   |
| Maldivas     | 0 | 0 | 3 | 0  | 51 | 0   |

| Equipo 1     | Resultado | Equipo 2     |
| ------------ | --------- | ------------ |
| Tailandia    | 23-2      | Turkmenistán |
| China        | 21-0      | Maldivas     |
| Maldivas     | 0-5       | Turkmenistán |
| China        | 1-1       | Tailandia    |
| Turkmenistán | 1-15      | China        |
| Maldivas     | 0-25      | Tailandia    |

### Grupo B
| País       | G | E | P | GF | GC | Pts |
| ---------- | - | - | - | -- | -- | --- |
| Uzbekistán | 3 | 0 | 0 | 29 | 3  | 9   |
| Palestina  | 2 | 0 | 1 | 24 | 15 | 6   |
| Filipinas  | 0 | 1 | 2 | 7  | 23 | 1   |
| Macao      | 0 | 1 | 2 | 5  | 24 | 1   |

| Equipo 1   | Resultado | Equipo 2   |
| ---------- | --------- | ---------- |
| Uzbekistán | 7-1       | Filipinas  |
| Palestina  | 9-2       | Macao      |
| Macao      | 2-2       | Filipinas  |
| Palestina  | 1-9       | Uzbekistán |
| Filipinas  | 4-14      | Palestina  |
| Uzbekistán | 13-1      | Macao      |

### Grupo C
| País   | G | E | P | GF | GC | Pts |
| ------ | - | - | - | -- | -- | --- |
| Irán   | 3 | 0 | 0 | 38 | 5  | 9   |
| Kuwait | 2 | 0 | 1 | 16 | 4  | 6   |
| Líbano | 1 | 0 | 2 | 19 | 15 | 3   |
| Bután  | 0 | 0 | 3 | 5  | 54 | 0   |

| Equipo 1 | Resultado | Equipo 2 |
| -------- | --------- | -------- |
| Irán     | 27-2      | Bután    |
| Kuwait   | 3-2       | Líbano   |
| Líbano   | 14-2      | Bután    |
| Kuwait   | 0-1       | Irán     |
| Bután    | 1-13      | Kuwait   |
| Irán     | 10-3      | Líbano   |

### Grupo D
| País          | G | E | P | GF | GC | Pts |
| ------------- | - | - | - | -- | -- | --- |
| Tayikistán    | 3 | 0 | 0 | 19 | 11 | 9   |
| China Taipéi  | 2 | 0 | 1 | 14 | 7  | 6   |
| Corea del Sur | 1 | 0 | 2 | 14 | 13 | 3   |
| Catar         | 0 | 0 | 3 | 8  | 24 | 0   |

| Equipo 1      | Resultado | Equipo 2      |
| ------------- | --------- | ------------- |
| Corea del Sur | 7-3       | Catar         |
| China Taipéi  | 2-4       | Tayikistán    |
| Tayikistán    | 7-3       | Catar         |
| China Taipéi  | 2-1       | Corea del Sur |
| Catar         | 2-10      | China Taipéi  |
| Corea del Sur | 6-8       | Tayikistán    |

### Grupo E
| País      | G | E | P | GF | GC | Pts |
| --------- | - | - | - | -- | -- | --- |
| Japón     | 3 | 0 | 0 | 32 | 0  | 9   |
| Indonesia | 2 | 0 | 1 | 17 | 10 | 6   |
| Malasia   | 1 | 0 | 2 | 11 | 9  | 3   |
| Guam      | 0 | 0 | 3 | 2  | 43 | 0   |

| Equipo 1  | Resultado | Equipo 2  |
| --------- | --------- | --------- |
| Guam      | 0-18      | Japón     |
| Malasia   | 1-2       | Indonesia |
| Indonesia | 15-2      | Guam      |
| Malasia   | 0-7       | Japón     |
| Guam      | 0-10      | Malasia   |
| Japón     | 7-0       | Indonesia |

### Grupo F
| País       | G | E | P | GF | GC | Pts |
| ---------- | - | - | - | -- | -- | --- |
| Kirguistán | 3 | 0 | 0 | 11 | 1  | 9   |
| Irak       | 2 | 0 | 1 | 13 | 5  | 6   |
| Hong Kong  | 0 | 1 | 2 | 3  | 11 | 1   |
| Vietnam    | 0 | 1 | 2 | 3  | 13 | 1   |

| Equipo 1   | Resultado | Equipo 2   |
| ---------- | --------- | ---------- |
| Kirguistán | 4-1       | Vietnam    |
| Irak       | 5-2       | Hong Kong  |
| Hong Kong  | 1-1       | Vietnam    |
| Irak       | 0-2       | Kirguistán |
| Vietnam    | 1-8       | Irak       |
| Kirguistán | 5-0       | Hong Kong  |

## Ronda de Consolación

### Segunda Ronda

#### Grupo I
| País         | G | E | P | GF | GC | Pts |
| ------------ | - | - | - | -- | -- | --- |
| Palestina    | 3 | 0 | 0 | 34 | 8  | 9   |
| Turkmenistán | 2 | 0 | 1 | 20 | 15 | 6   |
| Catar        | 1 | 0 | 2 | 24 | 24 | 3   |
| Guam         | 0 | 0 | 3 | 5  | 36 | 0   |

| Equipo 1     | Resultado | Equipo 2     |
| ------------ | --------- | ------------ |
| Palestina    | 14-0      | Guam         |
| Turkmenistán | 8-6       | Catar        |
| Catar        | 14-4      | Guam         |
| Turkmenistán | 4-8       | Palestina    |
| Guam         | 1-8       | Turkmenistán |
| Palestina    | 12-4      | Catar        |

#### Grupo J
| País      | G | E | P | GF | GC | Pts |
| --------- | - | - | - | -- | -- | --- |
| Irak      | 3 | 0 | 0 | 14 | 5  | 9   |
| Vietnam   | 2 | 0 | 1 | 10 | 6  | 6   |
| Filipinas | 1 | 0 | 2 | 6  | 8  | 3   |
| Bután     | 0 | 0 | 3 | 8  | 19 | 0   |

| Equipo 1  | Resultado | Equipo 2  |
| --------- | --------- | --------- |
| Irak      | 1-0       | Vietnam   |
| Filipinas | 3-1       | Bután     |
| Bután     | 3-6       | Vietnam   |
| Filipinas | 1-3       | Irak      |
| Vietnam   | 4-2       | Filipinas |
| Irak      | 10-4      | Bután     |

#### Grupo K
| País      | G | E | P | GF | GC | Pts |
| --------- | - | - | - | -- | -- | --- |
| Líbano    | 3 | 0 | 0 | 20 | 5  | 9   |
| Indonesia | 1 | 1 | 1 | 16 | 10 | 4   |
| Malasia   | 1 | 1 | 1 | 14 | 9  | 4   |
| Macao     | 0 | 0 | 3 | 2  | 28 | 0   |

| Equipo 1  | Resultado | Equipo 2  |
| --------- | --------- | --------- |
| Indonesia | 9-1       | Macao     |
| Líbano    | 5-1       | Malasia   |
| Malasia   | 9-0       | Macao     |
| Líbano    | 5-3       | Indonesia |
| Macao     | 1-10      | Líbano    |
| Indonesia | 4-4       | Malasia   |

#### Grupo L
| País          | G | E | P | GF | GC | Pts |
| ------------- | - | - | - | -- | -- | --- |
| Hong Kong     | 3 | 0 | 0 | 11 | 3  | 9   |
| China Taipéi  | 2 | 0 | 1 | 8  | 5  | 6   |
| Corea del Sur | 1 | 0 | 2 | 18 | 11 | 3   |
| Maldivas      | 0 | 0 | 3 | 5  | 23 | 0   |

| Equipo 1      | Resultado | Equipo 2      |
| ------------- | --------- | ------------- |
| China Taipéi  | 4-1       | Maldivas      |
| Corea del Sur | 2-4       | Hong Kong     |
| Hong Kong     | 6-1       | Maldivas      |
| Corea del Sur | 3-4       | China Taipéi  |
| Maldivas      | 3-13      | Corea del Sur |
| China Taipéi  | 0-1       | Hong Kong     |

### Etapa Final
|  | Semifinales                  | Semifinales |   |  | Final                        | Final |  |
|  |                              |             |   |  |                              |       |  |
|  |                              |             |   |  |                              |       |  |
|  | Ho Chi Minh City, 3 de junio |             |   |  |                              |       |  |
|  | Palestina                    | 3           |   |  |                              |       |  |
|  | Líbano                       | 6           |   |  |                              |       |  |
|  |                              |             |   |  |                              |       |  |
|  |                              |             |   |  | Ho Chi Minh City, 4 de junio |       |  |
|  |                              |             |   |  | Líbano                       | 6     |  |
|  |                              | Irak        | 2 |  |                              |       |  |
|  |                              |             |   |  |                              |       |  |
|  |                              |             |   |  |                              |       |  |
|  |                              |             |   |  | Tercer lugar                 |       |  |
|  | Ho Chi Minh City, 3 de junio |             |   |  |                              |       |  |
|  | Irak                         | 4           |   |  |                              |       |  |
|  | Hong Kong                    | 3           |   |  |                              |       |  |

## Segunda Etapa

### Segunda Ronda

#### Grupo G
| País      | G | E | P | GF | GC | Pts |
| --------- | - | - | - | -- | -- | --- |
| Japón     | 3 | 0 | 0 | 12 | 4  | 9   |
| Irán      | 1 | 1 | 1 | 14 | 9  | 4   |
| Tailandia | 1 | 1 | 1 | 8  | 9  | 4   |
| China     | 0 | 0 | 3 | 6  | 18 | 0   |

| 28 de mayo de 2005 | Tailandia                     | 3 – 2   | China                      | Phú Thọ Indoor Stadium, Ho Chi Minh City |                            |
|                    | Munjarern 20' · Janta 33' 34' | Reporte | Yan Fei 19' · Zhang Xi 36' | Árbitro(s): Adel Al-Shatti               | Árbitro(s): Adel Al-Shatti |

| 28 de mayo de 2005 | Irán        | 1 – 3   | Japón                      | Phú Thọ Indoor Stadium, Ho Chi Minh City |                           |
|                    | Soltani 38' | Reporte | Kogure 25' 29' · Fujii 35' | Árbitro(s): Kim Jang-kwan                | Árbitro(s): Kim Jang-kwan |

| 29 de mayo de 2005 | China           | 1 – 5   | Japón                                                         | Phú Thọ Indoor Stadium, Ho Chi Minh City |                                 |
|                    | Wang Xiaoyu 21' | Reporte | Ono 7' · Suzumura 20' · Fujii 25' · Kogure 28' · Kanayama 31' | Árbitro(s): Badrul Hisham Kalam          | Árbitro(s): Badrul Hisham Kalam |

| 29 de mayo de 2005 | Irán                                        | 3 – 3   | Tailandia                 | Phú Thọ Indoor Stadium, Ho Chi Minh City |                            |
|                    | Zareei 14' · Shamsaei 34' · Hashemzadeh 37' | Reporte | Janta 2' 26' · Piemkum 3' | Árbitro(s): Adel Al-Shatti               | Árbitro(s): Adel Al-Shatti |

| 31 de mayo de 2005 | China                                       | 3 – 10  | Irán | Phú Thọ Indoor Stadium, Ho Chi Minh City |                              |
|                    | Zhang Jiong 22' · Li Jian 35' · Yan Fei 40' | Reporte | Zareei 3' 7' 15' · Soltani 12' 40' · Hashemian 13' · Shamsaei 20' 24' · Heidarian 23' · Hashemzadeh 29' | Árbitro(s): Sayfiddin Amanov             | Árbitro(s): Sayfiddin Amanov |

| 31 de mayo de 2005 | Tailandia                 | 2 – 4   | Japón                                  | Army Zone Stadium, Ho Chi Minh City |                                 |
|                    | Janta 35' · Munjarern 40' | Reporte | Suzumura 1' · Kogure 16' 40' · Ono 40' | Árbitro(s): Badrul Hisham Kalam     | Árbitro(s): Badrul Hisham Kalam |

#### Grupo H
| País       | G | E | P | GF | GC | Pts |
| ---------- | - | - | - | -- | -- | --- |
| Uzbekistán | 3 | 0 | 0 | 17 | 5  | 9   |
| Kirguistán | 2 | 0 | 1 | 9  | 7  | 6   |
| Kuwait     | 1 | 0 | 2 | 11 | 15 | 3   |
| Tayikistán | 0 | 0 | 3 | 6  | 16 | 0   |

| 29 de mayo de 2005 | Kuwait        | 1 – 4   | Kirguistán                                          | Army Zone Stadium, Ho Chi Minh City |                           |
|                    | Al-Nakkas 21' | Reporte | Kenjisariev 11' 17' · Abdyraimov 23' · Duvanaev 38' | Árbitro(s): Kim Jang-kwan           | Árbitro(s): Kim Jang-kwan |

| 29 de mayo de 2005 | Tayikistán   | 1 – 5   | Uzbekistán                                                | Army Zone Stadium, Ho Chi Minh City |                               |
|                    | Nasikhov 27' | Reporte | Kudratov 5' · Korolev 12' · Ahmedov 21' 39' · Zakirov 30' | Árbitro(s): Manouchehr Nazari       | Árbitro(s): Manouchehr Nazari |

| 30 de mayo de 2005 | Uzbekistán                                                                    | 6 – 2   | Kuwait                  | Army Zone Stadium, Ho Chi Minh City |                            |
|                    | Ahmedov 3' · Odushev 16' · Sharafutdinov 18' · Mamedov 31' · Korolev 39', 40' | Reporte | Al-Mass 36' · Khalf 38' | Árbitro(s): Kazuya Isokawa          | Árbitro(s): Kazuya Isokawa |

| 30 de mayo de 2005 | Tayikistán | 0 – 3   | Kirguistán                                        | Phú Thọ Indoor Stadium, Ho Chi Minh City |                                |
|                    |            | Reporte | Pestryakov 21' · Abdyraimov 23' · Kenjisariev 24' | Árbitro(s): Tinawat Nantanimit           | Árbitro(s): Tinawat Nantanimit |

| 31 de mayo de 2005 | Kuwait                                                                | 8 – 5   | Tayikistán                                                    | Phú Thọ Indoor Stadium, Ho Chi Minh City |                                |
|                    | Al-Otaibi 6' 23' 30' · Al-Asfour 9' 15' 35' · Khalf 18' · Al-Naqi 20' | Reporte | Khojaev 5' 14' · Makhmudov 6' · Ulmasov 11' · Davlatbekov 19' | Árbitro(s): Tinawat Nantanimit           | Árbitro(s): Tinawat Nantanimit |

| 31 de mayo de 2005 | Uzbekistán                                                  | 6 – 2   | Kirguistán                    | Army Zone Stadium, Ho Chi Minh City |                            |
|                    | Ahmedov 2' · Mamedov 18' · Buriev 25' 37' · Odushev 29' 39' | Reporte | Sardarov 34' · Abdyraimov 36' | Árbitro(s): Adel Al-Shatti          | Árbitro(s): Adel Al-Shatti |

### Fase Final

#### Semifinales
| 2 de junio de 2005 | Japón                                         | 4 – 3   | Kirguistán           | Phú Thọ Indoor Stadium, Ho Chi Minh City |                            |
|                    | Takahashi 20' · Kogure 21' 23' · Suzumura 27' | Reporte | Djetybaev 5' 13' 19' | Árbitro(s): Adel Al-Shatti               | Árbitro(s): Adel Al-Shatti |

| 2 de junio de 2005 | Uzbekistán  | 1 – 4   | Irán                                          | Phú Thọ Indoor Stadium, Ho Chi Minh City |                           |
|                    | Korolev 36' | Reporte | Raeisi 3' · Hashemzadeh 8' · Shamsaei 13' 15' | Árbitro(s): Kim Jang-kwan                | Árbitro(s): Kim Jang-kwan |

#### Final
| 4 de junio de 2005 | Japón | 0 – 2   | Irán                    | Phú Thọ Indoor Stadium, Ho Chi Minh City |                                 |
|                    |       | Reporte | Shamsaei 3' · Zareei 8' | Árbitro(s): Badrul Hisham Kalam          | Árbitro(s): Badrul Hisham Kalam |

## Campeón
| Campeonato Asiático de Futsal 2005 |
| --- |
| Irán 7º título |
| Reza Nasseri, Amin Hashemian, Morteza Azimaei, Mohsen Zareei, Mohammad Hashemzadeh, Hossein Soltani, Mostafa Imanvand, Majid Raeisi, Vahid Shamsaei, Mohammad Reza Heidarian, Majid Tikdarinejad, Hamid Reza Abrarinia, Mohammad Taheri, Javad Maheri |
| Entrenador: Jurandir Dutra |